# Henry Landauer
Henry Richard Landauer (San Rafael; 8 de enero de 1929-Roseville; 22 de mayo de 2006) fue un árbitro estadounidense en el fútbol.

## Trayectoria
Fue el primer estadounidense en arbitrar en una Copa Mundial de Fútbol, ya que lo hizo en México 1970, en el partido del que Suecia derrotó 1-0 a Uruguay. Luego estuvo en las eliminatorias de Concacaf para la Copa Mundial de 1974, 1978 y en el Preolímpico de Concacaf de 1976.